# ماشک کارولینایی
ماشک کارولینایی (نام علمی: Vicia caroliniana) نام یک گونه از سرده ماشک است.